# Torneo de Cluj-Napoca 2024
El Transylvania Open 2024 fue un torneo profesional de tenis que se juega en canchas duras bajo techo. Fue la 4.ª edición del torneo, y formó parte de los torneos WTA 250 del 2024. Se llevó a cabo en Cluj-Napoca (Rumania), entre el 5 de febrero al 11 de febrero de 2024.

## Distribución de puntos
| Modalidad           | Campeona | Finalista | Semifinales | Cuartos de final | 2.ª ronda | 1.ª ronda | Clasificadas | 2.ª ronda de clasificación | 1.ª ronda de clasificación |
| Individual femenino | 250      | 163       | 98          | 54               | 30        | 1         | 18           | 12                         | 1                          |
| Dobles femenino     | 250      | 163       | 98          | 54               | 1         | -         | -            | -                          | -                          |

## Cabezas de serie

### Individuales femenino
| Tenista                | Ranking | Preclasificada |
| Arantxa Rus            | 43      | 1              |
| Tatjana Maria          | 44      | 2              |
| Anna Blinkova          | 50      | 3              |
| Clara Burel            | 52      | 4              |
| Elisabetta Cocciaretto | 60      | 5              |
| Elina Avanesyan        | 62      | 6              |
| Viktoriya Tomova       | 65      | 7              |
| Ana Bogdan             | 66      | 8              |
| Nadia Podoroska        | 67      | 9              |

- Ranking del 29 de enero de 2024.

### Dobles femenino
| Tenista                              | Ranking | Preclasificadas |
| Eri Hozumi Makoto Ninomiya           | 90      | 1               |
| Viktória Hrunčáková Alexandra Panova | 112     | 2               |
| Natela Dzalamidze Alycia Parks       | 125     | 3               |
| Lidziya Marozava Katarzyna Piter     | 134     | 4               |

## Campeonas

### Individual femenino
Karolína Plíšková venció a  Ana Bogdan por 6-4, 6-3

### Dobles femenino
Caty McNally /  Asia Muhammad vencieron a  Harriet Dart /  Tereza Mihalíková por 6-3, 6-4